# The Division Bell
The Division Bell (с англ. — «Колокол разделения») — четырнадцатый студийный альбом британской прогрессив-рок-группы Pink Floyd. На территории Великобритании диск вышел 28 марта 1994 года на лейбле EMI, в США релиз состоялся 4 апреля того же года на Columbia Records.
Музыка по большей части написана Дэвидом Гилмором и Ричардом Райтом, тексты песен посвящены преимущественно теме общения. Запись альбома проходила в нескольких местах, в числе которых принадлежащая Pink Floyd студия Britannia Row Studios и Astoria, принадлежащий Гилмору хаусбот, в котором оборудована студия звукозаписи. Наряду с Pink Floyd, в работе над альбомом принимали участие продюсер Боб Эзрин, инженер Энди Джексон и саксофонист Дик Пэрри. Соавтором многих текстов песен выступила Полли Сэмсон, супруга Дэвида Гилмора. На The Division Bell Ричард Райт впервые с 1973 года, когда группа выпустила The Dark Side of the Moon, исполнил партию ведущего вокала.
The Division Bell достиг верхней строчки хит-парадов Великобритании и Соединённых Штатов, однако критики отнеслись к нему прохладно. Пластинка вышла сразу после турне Pink Floyd по США и Европе. В июне 1994 года диск удостоился в США статуса золотого, платинового и дважды платинового, а в январе 1999 года стал трижды платиновым. 

## Название и концепция
Название The Division Bell («Колокол разделения») было взято из текста завершающей альбом композиции «High Hopes» («the ringing of the division bell had begun…» — последняя строчка первого куплета песни). Данное название связано с колоколом, который висел в Палате общин Британского парламента и своим звоном предупреждал о предстоящем голосовании. В настоящее время колокол заменён на электрический звонок. Слово «division» означает голосование, то есть, буквально, «разногласие», в данном случае разделение членов парламента на голосующих «за» или «против». Название, вероятнее всего, имеет прямое отношение к концепции альбома — является метафорой разрыва связи, потери понимания, противоречий между людьми. Помог выбрать название для альбома писатель Дуглас Адамс.
Большая часть альбома посвящена теме общения, идее о том, что разговор может помочь людям в решении многих проблем. Хотя Гилмор и отрицал, что альбом является аллегорией на раскол в группе, такие песни как «Poles Apart», «Lost for Words» и в особенности отсылка к «The day the wall came down» в композиции «A Great Day for Freedom» иногда интерпретировались как указание на давний разрыв Pink Floyd с бывшим участником группы Роджером Уотерсом. В 1994 году Гилмор сказал: «Люди могут что-то придумывать и относиться к песне по-своему, но для нас теперь уже несколько поздно воскрешать в памяти Роджера».
Развивая тему названия альбома, ударник Ник Мейсон сказал, что «у него [словосочетания] есть несколько значений. Оно о совершении людьми выбора — либо да, либо нет». Отвечая на вопрос о поэзии и концепции альбома в интервью журналу Q Дэвид Гилмор заявил «Кто знает? Я хотел бы, чтобы стихи песен говорили за себя».
Весомый вклад в разработку поэтического содержания альбома был вложен журналисткой The Sunday Times Полли Сэмсон (ставшей позднее женой Дэвида Гилмора). Начиная писать лирику к той или иной песне, Дэвид Гилмор спрашивал её мнение, советовался с ней. Постепенно Сэмсон стала сама предлагать свои идеи, принимая непосредственное участие в написании текстов песен. Всего дуэт Гилмора и Сэмсон написал слова к 7 из 9 треков альбома (всего в альбом вошло 11 композиций, 2 из которых инструментальные). Слова к ещё двум песням были написаны Энтони Муром («Wearing the Inside Out») и Гилмором («Coming Back to Life»).
«В том, чтобы взять идею из рекламы, чувствуется неполиткорректность, однако это казалось очень уместным».
Созданная лишь несколько лет спустя после краха Восточного блока, песня «A Great Day for Freedom» сочетает эйфорию от падения Берлинской Стены с последовавшими войнами и этническими чистками, в особенности затронувшими Югославию. Песня «Keep Talking» содержит семплы речи профессора Стивена Хокинга. Дэвид Гилмор впервые услышал его слова в телевизионной рекламе и был настолько взволнован чувствами Хокинга, что связался с компанией, сделавшей тот ролик, для получения разрешения на использование записи речи в альбоме. Менеджер Pink Floyd Стив О'Рурк умолял Гилмора позволить ему принять участие в работе над альбомом, и в конце альбома можно услышать, как во время телефонного разговора с ним пасынок Гилмора Чарли бросает трубку. Этот момент подчёркивает основную тему альбома — разрыва, утраты связи или непонимания.

## Запись
Работая в январе 1993 года в реконструированной British Row Studios, Гилмор, Мэйсон и Райт начали импровизировать с новым материалом. Несмотря на то, что члены группы поначалу испытывали тревогу по поводу совместной записи, уже после первого дня они стали более уверены в себе и вскоре к сотрудничеству был приглашён басист Гай Пратт. По словам Мэйсона, «проявился интересный феномен в том, что игра Пратта, как правило, меняла настроение той музыки, которую мы создали». Не испытывая тех правовых проблем, с которыми была сопряжена работа над A Momentary Lapse of Reason, альбомом Pink Floyd 1987 года, Гилмор чувствовал себя легко. Однажды он тайно записал, как Райт играет на клавишах, получив тем самым материал, в дальнейшем лёгший в основу трёх отрывков.

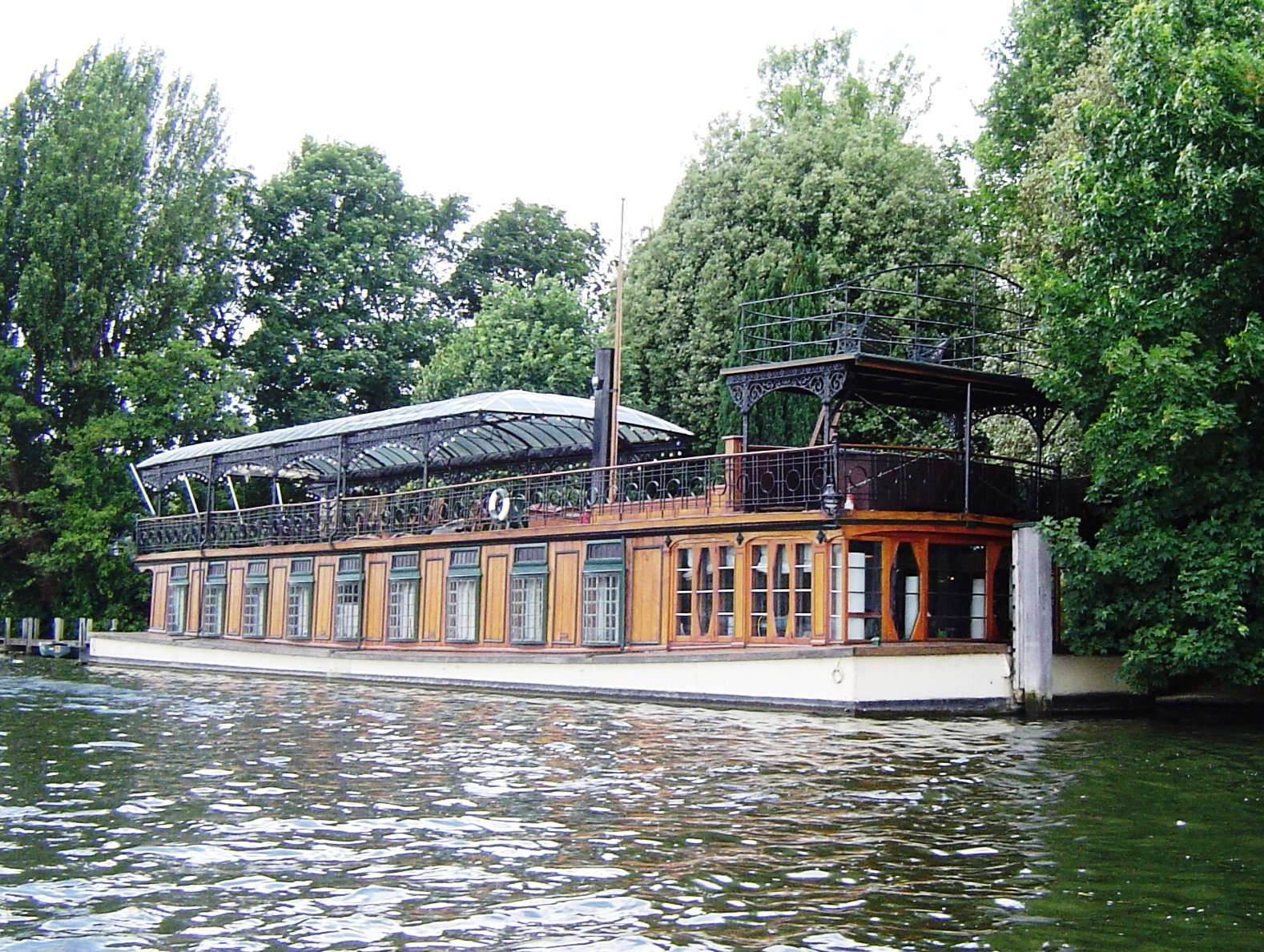
Astoria, плавучая студия Дэвида Гилмора

Записанные импровизации способствовали плодотворной работе, и спустя примерно две недели у группы имелось уже около 65 набросков. Когда к команде присоединились инженер Энди Джэксон и сопродюсер Боб Эзрин, работа над альбомом переместилась в хаусбот Гилмора. Группа слушала и голосовала за каждый трек, в результате от исходного материала осталось 27 отрывков. Отбрасывая одни треки и объединяя другие, группа в итоге оставила пятнадцать наиболее сильных, прежде чем отсечь ещё четыре и получить трек-лист из одиннадцати композиций. Для выбора песен применялась система баллов, в соответствии с которой каждый из трёх музыкантов оценивал кандидата по десятибалльной шкале; система была перекошена тем, что Райт решил присвоить своим песням по 10 очков, не дав другим песням ничего. Согласно контракту Райт не был полноправным участником коллектива, что явно расстраивало его; позже он размышлял: «Я был близок к точке, когда я не собирался делать альбом, потому что не чувствовал, что наше соглашение было справедливым». Несмотря на это, он остался и впервые с Wish You Were Here, альбома Pink Floyd 1975 года, был указан в списке авторов.
В списке авторов песен также значилась и новая жена Гилмора Полли Сэмсон. Поначалу её роль сводилась лишь к поддержке мужа, однако впоследствии она помогла ему в написании «High Hopes», песни о детстве Гилмора и раннем этапе его жизни в Кембридже. Её участие распространилось ещё на шесть песен, которые не устраивали Эзрина. В интервью журналу Mojo, Гилмор признался, что участие Сэмсон «раздражало руководство». Эзрин, однако, позднее отметил, что её присутствие вдохновляло Гилмора, и что она «объединила весь альбом». Кроме того, Полли помогла Гилмору, пристрастившемуся после развода к кокаину.
Перед началом записи к группе присоединились Гэри Уоллис и Джон Кэрин. Также было приглашено пятеро вокалистов, в том числе певицы Сэм Браун и Дурга Макбрум, принимавшая участие в туре Momentary Lapse. Группа перебралась в Olympia Studios, где за неделю записала большую часть «выигравшых» треков. После летнего перерыва коллектив вернулся в хаусбот Astoria для записи дополнительных треков. Эзрин работал над разнообразными звуками ударных, а композитор Майкл Кэймен был занят написанием струнных аранжировок. В песне «Wearing the Inside Out» впервые за почти 20 лет Дик Пэрри сыграл для Pink Floyd на саксофоне. Для финального сведения был нанят Крис Томас. Запись и сведение проходили с сентября по декабрь в Metropolis Studios в Чизике и лондонской Creek Recording Studios. В сентябре группа выступила на благотворительном концерте в Cowdray House. Мастерингом альбома занимались Дуг Сакс и Джэймс Гатри в Mastering Lab в Лос-Анджелесе.

### Инструменты
С помощью Фила Тэйлора, гитарного техника Гилмора, Кэрин смог установить точное место на складе, где хранились старые клавишные инструменты группы, в том числе орган Farfisa. Некоторые из звуков, полученных с помощью этих инструментов, использованы в песнях «Take it Back» и «Marooned». На роль клавишника Эзрин позвал Джона Кэрина, дополнительный вокал записали Дурга Макбрум, Сэм Браун, Кэрол Кенян, Джеки Шериден и Ребекка Лей-Уайт.
Гилмор применил в альбоме несколько стилей: в «What Do You Want from Me» прослеживается сильное влияние чикагского блюза, в «Poles Apart» чувствуется народный настрой. В гитарных соло из композиции «Marooned» Гилмор использовал педаль DigiTech Whammy, чтобы изменять высоту тона на всей октаве. В «Take It Back» он применял EBow — электронное устройство для имитации звука смычка.

## Оформление и упаковка
«Альбом создаёт ощущение сделанного в домашних условиях, как если бы вся группа играла в одном месте. Думаю, что по сравнению с Momentary Lapse в этот раз Рик чувствовал себя значительно более вовлёченным в процесс. Хорошо, что он вернулся».
В отличие от других альбомов группы, например, A Momentary Lapse of Reason, в случае с The Division Bell Pink Floyd заранее установили, что крайним сроком для начала нового турне станет апрель 1994 года. Однако к январю группа всё ещё не определилась с названием для нового альбома. Список принятых к рассмотрению вариантов названия содержал Pow Wow и Down to Earth. Однажды ночью во время еды писатель Дуглас Адамс предложил The Division Bell, фразу, встречающуюся в тексте песни «High Hopes», и она была принята.

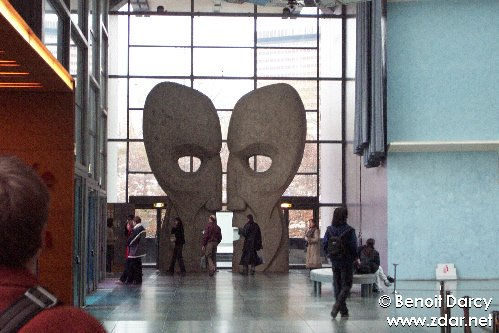
Две скульптуры-головы, использованные в оформлении обложки одной из версий альбома.

Оформлением альбома занимался давно сотрудничавший с Pink Floyd Сторм Торгерсон. Он построил на поле возле городка Или две огромные, высотой с двухэтажный автобус, металлические головы и, расположив их близко друг к другу, сфотографировал в профиль так, чтобы создать видимость, будто они не просто стоят лицом к лицу или разговаривают, но и формируют у наблюдателя образ третьего лица. Скульптуры разработал Кейт Бриден, а собрал Джон Робертсон. На фоне виден Собор Или. В настоящее время головы находятся в зале славы рок-н-ролла в Кливленде, штат Огайо.
В Великобритании и США альбом вышел на CD, виниле и аудиокассетах, при этом своё специфичное оформление было у каждого формата. Для оформления кассет Аден Хайнс соорудил две каменные скульптуры высотой 7,5 метра и сфотографировал в том же стиле, что и металлические. Оформление буклета CD строится вокруг той же темы, изображение двух голов формируется различными предметами, например, газетой на развороте с текстом «A Great Day for Freedom», цветным стеклом на «Poles Apart», боксёрскими перчатками на «Lost for Words». На второй и третьей страницах буклета показаны изображения чилийской обсерватории Ла-Силья. Слева на лицевой стороне коробки напечатано название группы Pink Floyd, выполненное шрифтом Брайля.

## Релиз и критика
| Оценки критиков               | Оценки критиков |
| Источник                      | Оценка          |
| ----------------------------- | --------------- |
| AllMusic                      | [ 17 ]          |
| Encyclopedia of Popular Music | [ 18 ]          |
| Entertainment Weekly          | D               |
| Paste                         | 6.1/10          |
| PopMatters                    | 7/10            |
| Rolling Stone                 | [ 21 ]          |
| Sputnikmusic                  | [ 22 ]          |
| Uncut                         | [ 23 ]          |

«Просто мусор… вздор от начала до конца».
10 января 1994 года на бывшей американской военно-морской авиабазе в Северной Каролине состоялась встреча с прессой, в рамках которой были анонсированы новый альбом и мировое турне. Специальный дирижабль Skyship 600, разработанный в Великобритании, летал над США, пока не вернулся в Виксвилль, где 27 июня был уничтожен грозой. Обломки воздушного судна были распроданы в качестве сувениров. 21 марта в Великобритании Pink Floyd провели ещё одну встречу. На этот раз был использован прозрачный раскрашенный под рыбу дирижабль A60, который совершил полёт над Лондоном с журналистами на борту. Подсвечиваемый изнутри, чтобы быть заметным в ночном небе, дирижабль был также пущен в Северной Европе.
Выход The Division Bell состоялся на лейбле EMI Records 28 марта 1994 года в Великобритании и 4 апреля в Соединённых Штатах, в обеих странах альбом стал лидером продаж. 1 апреля 1994 года в Британии пластинка получила статус серебряной и золотой, спустя месяц стала платиновой, а 1 октября — дважды платиновой. В США диск стал дважды платиновым 6 июня 1994, а 29 января 1999 года удостоился статуса трижды платинового.
Несмотря на высокий уровень продаж, критики прохладно приняли альбом. Том Синклер из Entertainment Weekly поставил ему оценку «D», написав при этом, что «жадность — единственное возможное объяснение для этого бойкого, праздного альбома, примечательного главным образом своим тошнотворным соединением помпезности прогрессивного рока с бренчанием нью-эйджа». Том Грейвс (журнал Rolling Stone) раскритиковал исполнение Гилмора, заявив, что его гитарные соло стали так же легко забываться, как когда-то они не стирались из памяти, и добавил, что «только в „What do You Want from Me“ Гилмора волнует звучание». Тем не менее в 1995 году альбом был выдвинут на соискание премии BRIT Awards в номинации «Лучший британский альбом», однако уступил альбому Parklife группы Blur. В марте того же года за композицию «Marooned» группа удостоилась Грэмми в категории «Лучшее инструментальное рок исполнение».
В 2011 году Грэм Томсон написал в Uncut Ultimate Music Guide: Pink Floyd, что The Division Bell «может быть просто темной лошадкой канона Floyd. Открывающий триптих песен является чрезвычайно впечатляющим возвращением к чему-то очень близкому к вечной сущности Pink Floyd, и большая часть остального сохраняет тихую силу и медитативность, выдающую подлинное чувство единства».

## Тур
Тур в поддержку The Division Bell стартовал на стадионе Joe Robbie Stadium в пригороде Майами. Концерт открывала песня 1967 года «Astronomy Domine», затем исполнялись песни из A Momentary Lapse of Reason, альбома 1987 года, и из The Division Bell. Также в сет-листе присутствовали песни как из Wish You Were Here и The Dark Side of the Moon, так и из The Wall. По ходу тура в выступлениях участвовали Сэм Браун, Джон Кэрин, Клаудия Фонтейн, Дурга Макбрум, Дик Пэрри, Гай Пратт, Тим Ренвик и Гэри Уоллис. Тур продолжился выступлениями в Америке в апреле, мае и середине июня, затем следовала Канада, а в июле — вновь США. Когда в конце июля началась европейская часть тура, Уотерс получил приглашение присоединиться к группе, но отказался и позднее показал своё раздражение тем, что некоторые песни вновь исполнялись на больших концертах. 12 октября, в первую же ночь британского этапа тура, обрушилась трибуна на 1200 человек, серьёзных травм тогда никто не получил, а выступление было перенесено.
Во время тура некто, назвавшийся Publius, разместил в интернете сообщение, призывающее поклонников группы решить загадку, которая, возможно, скрыта в альбоме The Division Bell. Достоверность сообщения подтвердилась, когда во время концерта на стадионе «Джайантс Стадиум» в Нью-Джерси перед сценой белым светом были начертаны слова «Enigma Publius». В октябре 1994 года, на концерте в «Эрлс-корте», транслировавшемся по телевидению, слово «Enigma» проецировалось на сценические декорации. Позднее Ник Мэйсон признал, что Publius Enigma существовала и была задумкой звукозаписывающей компании, а не группы. По состоянию на 2012 год загадка остаётся нерешённой.
Тур завершился концертом в «Эрлс Корте» 29 октября 1994 года, после этого группа не выступала вплоть до серии концертов Live 8. Общее количество проданных за время тура билетов оценивается более чем в 5,3 млн штук, а прибыль — приблизительно в $100 млн. В июне 1995 года увидел свет концертный альбом P.U.L.S.E., материал для которого записывался по ходу тура.

## Список композиций
| №                   | Название                   | Текст песни                    | Музыка                    | Длительность |
| ------------------- | -------------------------- | ------------------------------ | ------------------------- | ------------ |
| 1.                  | «Cluster One»              | —                              | Дэвид Гилмор, Ричард Райт | 5:58         |
| 2.                  | «What Do You Want from Me» | Гилмор, Полли Сэмсон           | Гилмор, Райт              | 4:21         |
| 3.                  | «Poles Apart»              | Гилмор, Сэмсон, Ник Лэрд-Клаус | Гилмор                    | 7:04         |
| 4.                  | «Marooned»                 | —                              | Гилмор, Райт              | 5:29         |
| 5.                  | «A Great Day for Freedom»  | Гилмор, Сэмсон                 | Гилмор                    | 4:17         |
| 6.                  | «Wearing the Inside Out»   | Энтони Мур                     | Райт                      | 6:49         |
| 7.                  | «Take It Back»             | Гилмор, Сэмсон, Лэрд-Клаус     | Гилмор, Боб Эзрин         | 6:12         |
| 8.                  | «Coming Back to Life»      | Гилмор                         | Гилмор                    | 6:19         |
| 9.                  | «Keep Talking»             | Гилмор, Сэмсон                 | Гилмор, Райт              | 6:11         |
| 10.                 | «Lost for Words»           | Гилмор, Сэмсон                 | Гилмор                    | 5:14         |
| 11.                 | «High Hopes»               | Гилмор, Сэмсон                 | Гилмор                    | 8:31         |
| Общая длительность: | Общая длительность:        | Общая длительность:            | Общая длительность:       | 66:32        |

## Участники записи
| Pink Floyd - Дэвид Гилмор (англ. David Gilmour) — вокал, гитара, бас, клавишные, продюсирование, сведение, программинг - Ник Мейсон (англ. Nick Mason) — ударные, перкуссия - Ричард Райт (англ. Richard Wright) — клавишные, вокал | |
| Технический персонал - Боб Эзрин (англ. Bob Ezrin) — продюсирование - Эндрю Джексон (англ. Andrew Jackson) — звукорежиссёр - Майкл Кэймен (англ. Michael Kamen) — аранжировка - Эдвард Шермур (англ. Edward Shearmur) — оркестровка - Стив Маклафлин (англ. Steve McLoughlin) — запись оркестра - Крис Томас (англ. Chris Thomas) — сведение - Гэри Уоллис (англ. Gary Wallis) — программинг ударных - Джулс Боуэн (англ. Jules Bowen) — помощник инженера - Кит Грант (англ. Keith Grant) — инженер - Дуг Сакс (англ. Doug Sax) — мастеринг - Джеймс Гатри (англ. James Guthrie) — мастеринг - Джон Кэрин (англ. Jon Carin) — программинг - Клив Брукс (англ. Clive Brooks) — техник - Фил Тэйлор (англ. Phil Taylor) — техник | Приглашённые музыканты - Гай Пратт (англ. Guy Pratt) — бас - Тим Ренвик (англ. Tim Renwick) — гитара - Дик Пэрри (англ. Dick Parry) — саксофон - Клавишные - Боб Эзрин - Джон Кэрин - Бэк-вокал - Кэрол Кенян (англ. Carol Kenyan) - Дурга Макбрум (англ. Durga McBroom) - Джеки Шеридан (англ. Jackie Sheridan) - Ребекка Лей-Уайт (англ. Rebecca Leigh-White) - Сэм Браун (англ. Sam Brown) |
| Оформление - Сторм Торгерсон (англ. Storm Thorgerson) — дизайн обложки - Кит Бриден (англ. Keith Breeden) — чертежи - Фотографы - Тони Мэй (англ. Tony May) - Руперт Труман (англ. Rupert Truman) - Стивен Пиотровский (англ. Stephen Piotrowski) - Проектирование - Питер Кёрзон (англ. Peter Curzon) - Иэн Райт (англ. Ian Wright) | - Иллюстрирование - Джон Уайтли (англ. John Whitely) - Салли Норрис (англ. Sally Norris) - Изготовление скульптур - Аден Хайнс (англ. Aden Hynes) - Джон Робертсон (англ. John Robertson) |

## Позиции в чартах и сертификация
| Страна             | Высшая позиция | Сертификация | И.            |
| ------------------ | -------------- | ------------ | ------------- |
| Австралия          | 1              | —            | [ 35 ]        |
| Австрия            | 1              | —            | [ 35 ]        |
| Бельгия (Валлония) | 39             | —            | [ 35 ]        |
| Великобритания     | 1              | 2×Платиновый | [ 36 ] [ 27 ] |
| Венгрия            | 11             | —            | [ 37 ]        |
| Германия           | —              | 3×Золотой    | [ 38 ]        |
| Италия             | 38             | —            | [ 39 ]        |
| Канада             | —              | 4×Платиновый | [ 40 ]        |
| Нидерланды         | 1              | —            | [ 35 ]        |
| Новая Зеландия     | 1              | —            | [ 35 ]        |
| Норвегия           | 1              | 2×Платиновый | [ 35 ] [ 41 ] |
| США                | 1              | 3×Платиновый | [ 27 ]        |
| Финляндия          | —              | Золотой      | [ 42 ]        |
| Франция            | 118            | Платиновый   | [ 35 ] [ 43 ] |
| Швейцария          | 1              | 2×Платиновый | [ 35 ] [ 44 ] |
| Швеция             | 1              | Платиновый   | [ 35 ] [ 45 ] |